# نورمان بروكس
نورمان بروكس (بالإنجليزية: Norman Brookes)‏ (مواليد 14 نوفمبر 1877 - الوفاة 28 سبتمبر 1968) كان لاعب كرة مضرب أسترالي سابق وكان يلعب باليد اليسرى، اعتزال اللعب في 1928. كما أنه أحد أبطال الجراند سلام. أعلى تصنيف له في الفردي كان المركز الأول في سنة 1907.

## بطولات حققها
- بطولة ويمبلدون

## روابط خارجية
- نورمان بروكس على موقع رابطة محترفي التنس (الإنجليزية)
- نورمان بروكس على موقع الاتحاد الدولي لكرة المضرب (الإنجليزية)
- نورمان بروكس على موقع كأس ديفيز (الإنجليزية)
- نورمان بروكس على موقع قاعة مشاهير كرة المضرب الدولية (الإنجليزية)
- نورمان بروكس على موقع اتحاد التنس الأسترالي (الإنجليزية)
- نورمان بروكس على موقع بطولة ويمبلدون (الإنجليزية)
- نورمان بروكس على موقع خلاصة التنس.كوم (الإنجليزية)
- نورمان بروكس على موقع أوليمبيديا (الإنجليزية)
- نورمان بروكس على موقع قاعة أستراليا للمشاهير الرياضية (الإنجليزية)